# Prausitz (Arzberg)
Prausitz ist ein Gehöft in der Gemeinde Arzberg im Landkreis Nordsachsen in Sachsen.

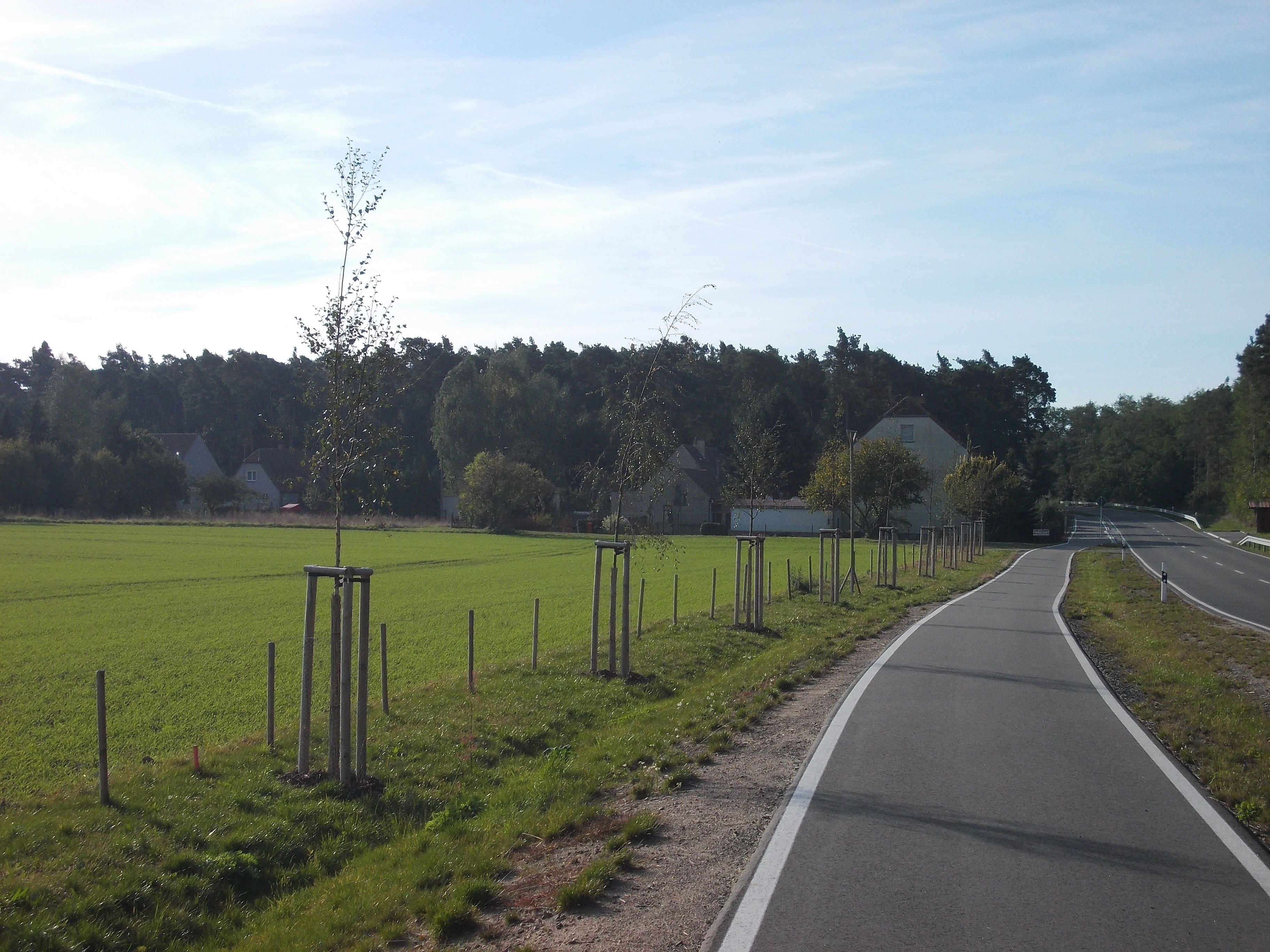
Prausitz von Norden

## Lage
Das Gehöft Prausitz befindet sich an einem Heidewald an der Staatsstraße 25 nordwestlich des Ortes Arzberg südöstlich der Stadt Torgau.

## Geschichte
Das Gehöft gehörte zu Triestewitz und wurde 1251 erstmals als Pruz genannt. 1442 nannte der Hof sich Pruß/Villa. So änderte sich der Name im Laufe der Zeit auf Prausitz. 1551 wohnten auf dem Gehöft drei Personen, 1818 waren es 35. Sie waren nach Arzberg eingepfarrt. Die Behörde hatte erst ihren Sitz in Schweinitz und dann bis heute in Torgau. Seit 1974 ist der Hof Teil der Gemeinde Arzberg.